# Jeffrey Friedman
Jeffrey M. Friedman, född den 20 juli 1954 i Orlando, Florida, är en amerikansk molekylärgenetiker vid Rockefelleruniversitetet i New York. Tillsammans med Douglas Coleman har Friedman blivit känd för upptäckten av leptiners samband med kroppsvikt, som varit viktig för studiet av fetma. De båda tog 2009 emot Shawpriset för den upptäckten. Friedman invaldes 2005 som utländsk ledamot av svenska Kungliga Vetenskapsakademien.

## Biografi
Friedman växte upp i North Woodmere, New York, och tog 1971 examen vid Hewlett High School. Som ung man strävade han efter att bli läkare och genomgick ett sexårigt medicinskt studieprogram utanför gymnasiet och fick sin medicine doktorsexamen vid 22 års ålder. Men efter ett års arbete i Mary Jane Kreeks laboratorium stimulerades han av forskarlivet. "Som läkare är du utbildad för att absorbera de fakta du får och acceptera dem", säger Friedman, "vetenskap är nästan motsatsen. Den är en gräns för upptäckter som alltid rör sig. Och jag bestämde mig för att jag ville forska."
Friedman började sitt arbete på Rockefeller University 1980, där han tilldelades en filosofie doktorsexamen 1986. Friedman tog kandidatexamen vid Rensselaer Polytechnic Institute 1973 och medicine doktorsexamen vid Albany Medical College 1977 och avslutade en medicinsk tjännst vid Albany Medical College 1980. Från 1980 till 1981 tjänstgjorde han även som forskare vid Cornell University Medical College.
Friedman bor i New York City med sin fru Lily Safani och sina tvillingdöttrar Alexandra och Nathalie.

## Karriär och vetenskapligt arbete
Friedman utsågs till biträdande utredare vid Howard Hughes Medical Institute vid Rockefeller University 1986, befordrades till associerad utredare 1991 och fullvärdig utredare 1996 och fick Marilyn M. Simpson-professuren 1998. 
När Friedman startade sitt eget laboratorium vid The Rockefeller University, vände han sin uppmärksamhet mot frågan om viktreglering. Genom att arbeta med en speciell stam av möss bestämde han sig för att identifiera hormonet som normala djur använder för att kontrollera sin aptit - en molekyl som saknades i de fylliga gnagarna. Efter åtta år - den 8 maj 1994, klockan 5:30 a.m.— fann han vad han letade efter: bevis på att han hade hittat genen som producerar hormonet han senare kallade "leptin", efter det grekiska ordet för "tunn" (λεπτς leptos).
Med identifieringen av leptin och dess receptorer i Friedmans laboratorium upptäcktes två av de molekylära komponenterna i ett system som upprätthåller konstant kroppsvikt. Leptin är ett hormon som utsöndras av fettvävnaden i proportion till dess massa som i sin tur modulerar matintaget i förhållande till energiförbrukningen. Ökad fettmassa ökar leptinnivåerna, vilket i sin tur minskar kroppsvikten; minskad fettmassa leder till en minskning av leptin] nivåer och en ökning av kroppsvikt.  Genom denna mekanism upprätthålls vikten inom ett relativt smalt intervall.
Friedman har publicerat över hundrafemtio publikationer och över tio bokkapitel. Han är också involverad i forskningen relaterad till den första inavlade råttmodellen av fetma och åldrande, även känd som WNIN/ Ob: överviktiga råttor utvecklade i National Institute of Nutrition, Hyderabad, Indien.

## Utmärkelser och hedersbetygelser
- Heinrich Wieland-priset,  1996
- Bristol-Myers Squibb Award för framstående prestation inom forskning om metaboliska sjukdomar,  2001[3]
- Gairdner Foundation International Award,  2005
- Jessie Stevenson Kovalenko Medal,  2007[4]
- Shawpriset i medicin,  2009
- Keio Medical Science Prize,  2009[5]
- Clarivate Citation Laureates,  2010[6]
- Albert Lasker Basic Medical Research Award,  2010[7]
- Robert J. and Claire Pasarow Foundation Award för framstående bidrag inom hjärt- och kärlforskning,  2011[8]
- BBVA Foundation Frontiers of Knowledge Award,  2012
- Endocrine Regulation Prize,  2012
- Kung Faisals internationella pris i medicin,  2013
- AAAS Fellow,  2014[9]
- Harrington Prize for Innovation in Medicine,  2016[10]
- Utländsk ledamot av Royal Society,  2018[11]
- Wolfpriset i medicin,  2019[12]
- Shawpriset
- Prinsessan av Asturiens pris för teknisk och vetenskaplig forskning[13]

[Redigera Wikidata]
Hans arbete på leptin gav honom också mycket TV-tid, inklusive ett framträdande på PBS-showen Scientific American Frontiers i en lång intervju med värden Alan Alda.